# Double Clutch
『Double Clutch』(ダブルクラッチ)はイギリスのPivotal Gamesが開発した、Conflict: Denied Opsの日本版で、コンフリクトシリーズのFPSゲーム。日本ではプレイステーション3版とXbox 360がスパイクから2008年9月11日に発売された。

## ストーリー
ベネズエラで軍事クーデターが発生し、その裏には核兵器密売組織が暗躍していることをアメリカ合衆国政府が感知し、その全容解明とクーデターの首謀者であるベネズエラ軍のラミレス将軍を拘束するためにCIAの特殊部隊SAD(Special Activities Division)の隊員2名に出動命令が下った。

## 概要
これまでのコンフリクトシリーズのゲームシステムはTPSであったが、本作ではFPSとなった。

### 舞台
ベネズエラ、ルワンダ、シベリアなどが登場。

### SAD
CIAの特殊工作部隊であるが内部でも極秘機関で隠密による活動を行う。メンバーはアメリカ軍の特殊部隊陸軍のデルタフォースや海軍のDEVGRU、FBIやSWAT出身者を起用している。

### ゲームシステム
二人の主人公を切り替えながらストーリーを進めていく。また操作していないキャラクターには命令が可能。

### パンクチュア・システム
破壊描写。ステージごとに数百超の物理計算システムが導入され、破壊した物が後のステージにも受け継がれる。

## 登場人物
- グレイヴス（Lincoln Graves）

47歳。アメリカ軍のベテラン兵士。狙撃と潜入活動、破壊工作を得意としている。敬虔なクリスチャン。成人した娘が二人いる。
- ラング（Reggie Lang）

28歳。アメリカ同時多発テロ以降にFBIの特殊部隊である「CIRG」のメンバーになる。多数のテロリストの拘束に貢献してSADに配属される。重火器の扱いが得意。
- ボス

グレイヴスとラングの上司である指揮官で声のみの登場。二人に様々な命令を下す。
- Dr. Alexander Pessich

Morchenkoにより、妻と娘を人質にされ、無理やり核爆弾を製造させられていた科学者。
- フォーリー（Paul Foley）

元デルタフォースの狙撃兵士として、湾岸戦争の旧作2作のConflict: Desert Storm、Conflict: Desert Storm IIに登場。4作目のConflict: Global Terrorではコーデックス・チームとして、コロンビアでテロリストとの戦いを生き延びて来た。スリナムでコロンビアの麻薬カルテル組織に捕まり、武器商人クレイに引き渡され人質にされる。
- ラミレス将軍（General Ramirez）

ベネズエラ軍の将軍で軍事クーデターを起こした人物。武器商人のAtongweから核兵器を購入していた。
最終ミッションでアンデス地方の軍事基地に隠れているところをグレイヴスらに拘束される。
- Abasi Atongwe

ルワンダの富豪で実業家。核兵器をラミレス将軍側に販売しているのと同時に、ルワンダの大統領になることを企んでいたが鉱山で主人公らに射殺される。
- Morchenko

ロシア人。核爆弾の製造の為、科学者Pessichの家族を人質にし、Pessichに無理やり核爆弾を造らせていた。
- クレイ（Clay）

コロンビアの軍人で武器商人。Kwennoirを支援。
- Lt Jean-Baptist Kwennoir

Atongweの側近。
- Jacques

Atongweの部下の1人。